# Північно-Західне оперативне командування (Білорусь)
Північно-західне оперативне командування (біл. Паўно́чна-захо́дняе аператы́ўнае кама́ндаванне) — оперативне об'єднання Сухопутних військ Збройних сил Республіки Білорусь в північно-західній частині території Білорусі, створене у 2001 році на базі 65-го армійського корпусу.

## Історія
Після тогоя, як Білорусь здобула незалежність, на базі Білоруського військового округу були створені національні збройні сили Республіки Білорусь. У 1993 році 7-ма танкова армія була перетворена у 7-й армійський корпус, який у 1994 році був перейменований у 65-й армійський корпус, а у 2001 році — у Північно-західне оперативне командування.

## Склад
- Загальновійськові з'єднання:
  - 19-та окрема гвардійська Миколаєво-Будапештська механізована бригада, (Заслоново)
  - 120-та Рогачовська окрема механізована бригада, (Мінськ)
- З'єднання і частини артилерії:
  - 231-ша змішана артилерійська бригада, (с.Борівка[be])
  - 427-й реактивний артилерійський полк, (Лепель)
  - 502-й протитанковий артилерійський полк, (Осиповичі)
- З'єднання і частини військової ППО:
  - 740-ва зенітна ракетна бригада (Борисов)
  - 147-ма зенітна ракетна бригада
  - 377-й гвардійський зенітний ракетний полк
  - 15-та зенітна ракетна бригада
- Частини інженерних військ:
  - 42-й окремий радіотехнічний батальйон
  - 244-й центр радіоелектронної розвідки
  - 7-й інженерний полк, (Борисов)
  - 49-та радіотехнічна бригада
  - 15-й окремий батальйон РЕБ
- Частини військ зв'язку:
  - 86-та бригада зв'язку
  - 60-й окремий полк зв'язку, (Борисов)
  - 18-й окремий батальйон зв'язку
- Ремонтно-механічні частини і частини зберігання озброєння і військової техніки:
  - 814-й центр технічного обслуговування, (Борисов)
  - 34-та база зберігання озброєння і техніки, (Борисов)
  - 37-ма база зберігання озброєння і техніки, Полоцьк
  - 110-й окремий полк матеріального забезпечення, (Борисов)

## Командування
- генерал-майор Вольфович Олександр Григорович
- генерал-майор Навуменко Олександр Вікторович (з 11 березня 2021 року)[4]